# MKE Ankaragücü (piłka siatkowa kobiet)
MKE Ankaragücü – żeński klub piłki siatkowej z Turcji. Został założony w 1910 roku z siedzibą w Ankarze. Występuje w Voleybolun 1.Ligi.